# Mohamed Mallahi
Mohamed Mallahi (Utrecht, 13 februari 2000) is een Marokkaans-Nederlands profvoetballer die doorgaans als aanvaller speelt. Hij verruilde FC Utrecht in 2023 voor Helmond Sport.

## Clubcarrière

### FC Utrecht
Mallahi speelde in de jeugd bij USV Elinkwijk, waarna hij in 2011 de overstap maakte naar de jeugdopleiding van FC Utrecht. Daar tekende hij in 2016 zijn eerste profcontract. Dit contract werd op 13 maart 2018 opengebroken en verlengd tot medio 2022, waarna op januari 2022 wederom een verlenging van de samenwerking volgde. Mallahi tekende daarbij een contract tot aan de zomer van 2024 inclusief een optie voor één extra seizoen.
Mallahi debuteerde op 24 november 2017 voor Jong FC Utrecht in de met 2–4 verloren thuiswedstrijd tegen Almere City FC. Hij kwam in minuut 73 in het veld voor aanvaller Nick Venema. Op 23 december 2017 maakte hij in zijn tweede wedstrijd bij de beloften zijn eerste doelpunt. In de met 3–1 verloren wedstrijd tegen Fortuna Sittard maakte Mallahi in minuut 81 de 2–1.
Op 27 september 2018, tijdens de KNVB Beker wedstrijd tegen MVV Maastricht, zat Mallahi voor het eerst bij de wedstrijdselectie van het eerste elftal van FC Utrecht. Zo'n tweeënhalf jaar later zat hij op 27 januari 2021 voor de tweede keer bij de wedstrijdselectie. Zijn daadwerkelijke debuut vond op 25 september 2021 plaats in een met 5–1 gewonnen competitiewedstrijd tegen PEC Zwolle. Mallahi verving in minuut 78 aanvaller Moussa Sylla. Na drie invalbeurten in de competitie en één invalbeurt in de beker maakte hij op 31 oktober 2021 tegen Willem II zijn eerste doelpunt voor het eerste efltal. Na een invalbeurt in minuut 82 wist Mallahi in minuut 83 direct het net te vinden en tekende hij voor de 4–1. De wedstrijd eindigde uiteindelijk in een 5–1 overwinning.

### Roda JC Kerkrade
Op 12 juli 2022 werd bekend dat Mallahi één seizoen zal worden verhuurd aan Roda JC Kerkrade. Hij speelde 19 wedstrijden voor Roda.

### Helmond Sport
Medio 2023 verkaste Mallahi naar Helmond Sport. Hij debuteerde op 18 augustus tegen FC Den Bosch (1-0). Met nog een halfuur te spelen kwam hij in de ploeg voor Joseph Amuzu. Op 23 oktober maakte hij zijn eerste doelpunt tegen FC Dordrecht (1-1), op aangeven van Pius Krätschmer.

## Clubstatistieken

### Beloften
| Seizoen                    | Club            | Competitie      | Competitie | Competitie | Overig | Overig | Totaal | Totaal |
| Seizoen                    | Club            | Competitie      | Wed.       | Dlp.       | Wed.   | Dlp.   | Wed.   | Dlp.   |
| -------------------------- | --------------- | --------------- | ---------- | ---------- | ------ | ------ | ------ | ------ |
| 2017/18                    | Jong FC Utrecht | Eerste divisie  | 19         | 3          | 0      | 0      | 19     | 3      |
| 2018/19                    | Jong FC Utrecht | Eerste divisie  | 33         | 1          | 0      | 0      | 33     | 1      |
| 2019/20                    | Jong FC Utrecht | Eerste divisie  | 16         | 3          | 0      | 0      | 16     | 3      |
| 2020/21                    | Jong FC Utrecht | Eerste divisie  | 28         | 5          | 0      | 0      | 28     | 5      |
| 2021/22                    | Jong FC Utrecht | Eerste divisie  | 27         | 5          | 0      | 0      | 27     | 5      |
| Carrière totaal            | Carrière totaal | Carrière totaal | 123        | 17         | 0      | 0      | 123    | 17     |
| Bijgewerkt op 12 juli 2022 |                 |                 |            |            |        |        |        |        |

### Senioren
| Seizoen                     | Club               | Competitie      | Competitie | Competitie | Beker | Beker | Overig | Overig | Totaal | Totaal |
| Seizoen                     | Club               | Competitie      | Wed.       | Dlp.       | Wed.  | Dlp.  | Wed.   | Dlp.   | Wed.   | Dlp.   |
| --------------------------- | ------------------ | --------------- | ---------- | ---------- | ----- | ----- | ------ | ------ | ------ | ------ |
| 2018/19                     | FC Utrecht         | Eredivisie      | 0          | 0          | 0     | 0     | 0      | 0      | 0      | 0      |
| 2020/21                     | FC Utrecht         | Eredivisie      | 0          | 0          | 0     | 0     | 0      | 0      | 0      | 0      |
| 2021/22                     | FC Utrecht         | Eredivisie      | 5          | 1          | 2     | 0     | 0      | 0      | 7      | 1      |
| 2022/23                     | → Roda JC Kerkrade | Eerste divisie  | 18         | 0          | 1     | 0     | 0      | 0      | 19     | 1      |
| 2023/24                     | Helmond Sport      | Eerste divisie  | 29         | 1          | 1     | 0     | 0      | 0      | 30     | 1      |
| 2024/25                     | Helmond Sport      | Eerste divisie  | 14         | 2          | 1     | 0     | 0      | 0      | 15     | 3      |
| Carrière totaal             | Carrière totaal    | Carrière totaal | 66         | 5          | 5     | 0     | 0      | 0      | 71     | 5      |
| Bijgewerkt op 16 april 2025 |                    |                 |            |            |       |       |        |        |        |        |

## Interlandcarrière
Mallahi kwam uit voor diverse Nederlandse jeugdelftallen. Zo speelde hij interlands voor Nederland –16, Nederland –17, Nederland –18 en Nederland –19.

### Nederland –16
Op 27 oktober 2015 maakte Mallahi zijn debuut als jeugdinternational bij Nederland –16. In totaal werd hij voor twaalf wedstrijden (uitsluitend oefeninterlands) geselecteerd. Daarvan startte hij zes keer als basisspeler, viel hij vier keer in en zat hij tweemaal zonder speelminuten bij de selectie.

### Nederland –17
In totaal werd hij voor zestien wedstrijden geselecteerd. Daarvan startte hij negen keer als basisspeler, viel hij vijf keer in en zat hij tweemaal zonder speelminuten bij de selectie. Mallahi speelde met Nederland –17 verschillende oefenwedstrijden, maar de ploeg nam ook deel aan de Torneio Internacional Algarve U17. Bovendien wist het zich te kwalificeren voor het EK U17 van 2017 en bereikten zij daar de kwartfinale.

### Nederland –18
Mallahi speelde met Nederland –18 uitsluitend oefeninterlands en zat daarbij zeven keer bij de wedstrijdselectie. Daarvan startte hij vijf keer als basisspeler, viel hij één keer in en zat hij één keer zonder speelminuten bij de selectie.

### Nederland –19
Op 10 oktober 2018 speelde Mallahi zijn eerste wedstrijd voor Nederland –19. In dit kwalificatieduel voor het EK U19 van 2019 nam hij twee treffers voor zijn rekening. Dit waren direct zijn eerste doelpunten voor een Nederlands jeugdelftal. De wedstrijd tegen Faeröer –19 eindigde uiteindelijk in een 5–0 overwinning. In totaal zat Mallahi zes keer bij de wedstrijdselectie. Daarvan startte hij twee keer als basisspeler en viel hij vier keer in.
| Seizoen              | Jeugdteam            | Soort Interland          | Datum                | Tegenstander         | Uitslag        | Goal | Assist |
| 2015/16              | Nederland o16        | oefeninterland           | 27 oktober 2015      | Frankrijk o16        | 1-0 (v)        | 0    | 0      |
| 2015/16              | Nederland o16        | oefeninterland           | 29 oktober 2015      | Engeland o16         | 2-2            | 0    | 0      |
| 2015/16              | Nederland o16        | oefeninterland           | 31 oktober 2015      | Japan o15            | 0-3 (w)        | 0    | 0      |
| 2015/16              | Nederland o16        | oefeninterland           | 4 december 2015      | Verenigde Staten o17 | 2-1 (v)        | 0    | 0      |
| 2015/16              | Nederland o16        | oefeninterland           | 6 december 2015      | Engeland o16         | 2-2            | 0    | 0      |
| 2015/16              | Nederland o16        | oefeninterland           | 4 februari 2016      | Frankrijk o16        | 2-0 (w)        | 0    | 0      |
| 2015/16              | Nederland o16        | oefeninterland           | 8 februari 2016      | Duitsland o16        | 2-0 (v)        | 0    | 0      |
| 2015/16              | Nederland o16        | oefeninterland           | 9 maart 2016         | Italië o16           | 0-1 (v)        | 0    | 0      |
| 2015/16              | Nederland o16        | oefeninterland           | 11 maart 2016        | Denemarken o17       | 1-2 (v)        | 0    | 0      |
| 2015/16              | Nederland o16        | oefeninterland           | 13 maart 2016        | Frankrijk o17        | 0-0            | 0    | 0      |
| Totaal Nederland o16 | Totaal Nederland o16 | Totaal Nederland o16     | Totaal Nederland o16 | 10 wedstrijden       | 10 wedstrijden | 0    | 0      |
| 2016/17              | Nederland o17        | oefeninterland           | 9 september 2016     | Duitsland o17        | 1-1            | 0    | 0      |
| 2016/17              | Nederland o17        | oefeninterland           | 11 september 2016    | Israël o17           | 2-0 (w)        | 0    | 1      |
| 2016/17              | Nederland o17        | oefeninterland           | 13 september 2016    | Italië o17           | 1-4 (w)        | 0    | 0      |
| 2016/17              | Nederland o17        | Ek-kwalificatie          | 28 september 2016    | Denemarken o17       | 0-2 (w)        | 0    | 0      |
| 2016/17              | Nederland o17        | Ek-kwalificatie          | 30 september 2016    | Lichtenstein o17     | 9-0 (w)        | 0    | 2      |
| 2016/17              | Nederland o17        | Ek-kwalificatie          | 3 oktober 2016       | Hongarije o17        | 4-0 (w)        | 0    | 0      |
| 2016/17              | Nederland o17        | Intern. toernooi Algarve | 10 februari 2017     | Duitsland o17        | 2-2            | 0    | 0      |
| 2016/17              | Nederland o17        | Intern. toernooi Algarve | 12 februari 2017     | Portugal o17         | 2-1 (v)        | 0    | 0      |
| 2016/17              | Nederland o17        | Intern. toernooi Algarve | 14 februari 2017     | Engeland o17         | 1-0 (v)        | 0    | 0      |
| 2016/17              | Nederland o17        | Ek-kwalificatie          | 14 maart 2017        | België o17           | 2-0 (w)        | 0    | 1      |
| 2016/17              | Nederland o17        | Ek-kwalificatie          | 16 maart 2017        | Wit-Rusland o17      | 3-2 (w)        | 0    | 1      |
| 2016/17              | Nederland o17        | EK 2017                  | 4 mei 2017           | Oekraïne o17         | 1-0 (w)        | 0    | 0      |
| 2016/17              | Nederland o17        | EK 2017                  | 7 mei 2017           | Noorwegen o17        | 2-2            | 0    | 0      |
| 2016/17              | Nederland o17        | EK 2017                  | 13 mei 2017          | Duitsland o17        | 2-1 (v)        | 0    | 0      |
| Totaal Nederland o17 | Totaal Nederland o17 | Totaal Nederland o17     | Totaal Nederland o17 | 14 wedstrijden       | 14 wedstrijden | 0    | 5      |
| 2017/18              | Nederland o18        | oefeninterland           | 1 september 2017     | Denemarken o18       | 1-2 (w)        | 0    | 0      |
| 2017/18              | Nederland o18        | oefeninterland           | 4 september 2017     | Denemarken o18       | 1-1            | 0    | 0      |
| 2017/18              | Nederland o18        | oefeninterland           | 5 oktober 2017       | Oostenrijk o18       | 0-0            | 0    | 0      |
| 2017/18              | Nederland o18        | oefeninterland           | 9 november 2017      | Tsjechië o18         | 1-4 (v)        | 0    | 0      |
| 2017/18              | Nederland o18        | oefeninterland           | 11 november 2017     | Ierland o18          | 0-8 (w)        | 0    | 0      |
| 2017/18              | Nederland o18        | oefeninterland           | 23 maart 2018        | Italië o18           | 3-1 (v)        | 0    | 0      |
| Totaal Nederland o18 | Totaal Nederland o18 | Totaal Nederland o18     | Totaal Nederland o18 | 7 wedstrijden        | 7 wedstrijden  | 0    | 0      |
| 2018/19              | Nederland o19        | EK-kwalificatie          | 10 oktober 2018      | Faeröer o19          | 5-0 (w)        | 2    | 0      |
| 2018/19              | Nederland o19        | EK-kwalificatie          | 13 oktober 2018      | Bosnië o19           | 6-0 (w)        | 0    | 0      |
| 2018/19              | Nederland o19        | EK-kwalificatie          | 16 oktober 2018      | Ierland o19          | 2-1 (v)        | 0    | 0      |
| Totaal Nederland o19 | Totaal Nederland o19 | Totaal Nederland o19     | Totaal Nederland o19 | 3 wedstrijden        | 3 wedstrijden  | 2    | 0      |

1 Van der Steen ·
2 Pachonik ·
3 Van den Eynden ·
4 Halhal ·
5 Scholz  ·
6 Ludwig ·
7 Bisselink ·
8 Ostrc ·
9 Šits ·
10 Golliard ·
11 Daneels ·
12 Ogenia ·
14 Mallahi ·
17 Van Hove ·
19 Ingason ·
21 Hendriks ·
22 Dizdarević ·
23 Aben ·
27 Absalem ·
29 Zimuangana ·
31 Geerts ·
32 Essakkati ·
33 Zonneveld ·
39 Van den Hurk ·
40 Meulendijks ·
40 Farah ·
41 Dekkers ·
41 Davelaar ·
42 El Arnouki ·
47 Doudah ·
52 Van Himbeeck ·
Coach: Maaskant
· Assistent-coach: Bogers
· Assistent-coach: Hikspoors
· Keeperstrainer: Vissers